# Jiōng
Jiōng (扃) fue el 12º rey de la legendaria dinastía Xia, posiblemente gobernó durante 21 años según Sima Qian, aunque los anales de bambú fechan su mandato en unos 18 años aproximadamente. Era el hermano menor de Bù Jiàng y asumió el trono tras la renuncia de su hermano en el año de Wuxu (戊戌). Cuando llevaba 10 años en el trono, su hermano Bù Jiàng falleció.